# Economia antropologica
L'economia antropologica è un criterio di analisi dei sistemi economici, siano essi pubblici o privati. Essa analizza e modifica i processi economici usando il linguaggio dell’economia a favore della prospettiva antropologica.
Nell’economia antropologica il capitale umano è “il patrimonio che caratterizza l’impresa che lo detiene”.
Tale patrimonio rappresenta il prodotto dell’interazione continua, all’interno di un sistema economico, tra competenze umane e conoscenze accumulate all’interno dell’impresa (Know-how).

## Assunti
L’Economia antropologica si basa su due assunti ed un corollario.
Il primo è che l’attività umana è uno dei pilastri fondamentali dei processi economici. L’attività umana è l’elemento che differenzia un’organizzazione dall’altra. Ma non è l’unica componente. È in sinergia con le altre risorse necessarie al processo economico quali quella finanziaria, strutturale, informativa, relazionale.
Cercando di correggere un sistema del pensiero economico basato solo sul profitto (spesso solo a breve termine e a discapito delle risorse naturali, umane e sociali) si tendono a dimenticare gli elementi di base che permettono di far funzionare la macchina economica.
Il secondo assunto dell’economia antropologica vede l’essere umano quale fine dei processi economici. Non nel senso consumistico di acquirente dei servizi e prodotti messi a disposizione sul mercato, ma nella prospettiva di soggetto attivo che utilizza l’economia per i propri fini. L’economia è, secondo il significato originario, l’uso razionale delle risorse (scarse) per il soddisfacimento dei bisogni (crescenti).
Il corollario che deriva dal secondo assunto è che l’economia è solo una delle attività umane.

## Teorizzatori
L'antropologo Marshall Sahlins nel suo classico saggio L'economia nell'età della pietra del 1972, auspicava la nascita di un'economia antropologica.